# Liste der Monuments historiques in Fontaine-de-Vaucluse
Die Liste der Monuments historiques in Fontaine-de-Vaucluse führt die Monuments historiques in der französischen Gemeinde Fontaine-de-Vaucluse auf.

## Liste der Bauwerke
| Bezeichnung              | Beschreibung | Standort                      | Kennzeichnung | Schutzstatus | Datum | Bild           |
| ------------------------ | --- | ----------------------------- | ------------- | ------------ | ----- | -------------- |
| Aquäduktbrücke von Galas | Die Aquäduktbrücke wurde zwischen 1854 und 1857 gebaut, um den Canal de Carpentras über die Sorgue zu führen. Sie hat 13 Rundbögen mit einer Öffnung von 9 Metern, eine Gesamtlänge von 159 Metern und ist über 24 Meter hoch. | La Beaume (Lage)              | PA84000029    | Inscrit      | 2001  | weitere Bilder |
| Burgruine                | die einstige Burg der Bischöfe von Cavaillon | quartier Château-Vieux (Lage) | PA00082039    | Inscrit      | 1931  | weitere Bilder |
| Kirche                   | | place de l’Église (Lage)      | PA00082040    | Classé       | 1840  | weitere Bilder |

## Liste der Objekte
| Bezeichnung                               | Beschreibung                  | Standort                                                    | Kennzeichnung | Schutzstatus | Datum | Bild |
| ----------------------------------------- | ----------------------------- | ----------------------------------------------------------- | ------------- | ------------ | ----- | ---- |
| Altarbild Kreuzabnahme                    | 17. Jahrhundert               | Kirche St-Véran Altar der confrérie des papetiers           | PM84000737    | Classé       | 1950  |      |
| Altartisch                                | aus Karolingerzeit            | Kirche St-Véran Kapelle Saint-Véran                         | PM84000640    | Classé       | 1950  |      |
| Sarkophag des heiligen Veranus            |                               | Kirche St-Véran Absidialkapelle                             | PM84000642    | Classé       | 1950  |      |
| Schnitzgruppe Anna selbritt (oder Pietà?) | Holzskulptur, 16. Jahrhundert | Kirche St-Véran Nische über der Tür der Kapelle Saint-Véran | PM84000641    | Classé       | 1950  |      |